# Przełęcz Tąpadła
Przełęcz Tąpadła (384 m n.p.m.) – przełęcz w Masywie Ślęży na Przedgórzu Sudeckim, oddzielająca Ślężę od Raduni. Obecna nazwa przełęczy pochodzi z 1945 roku.

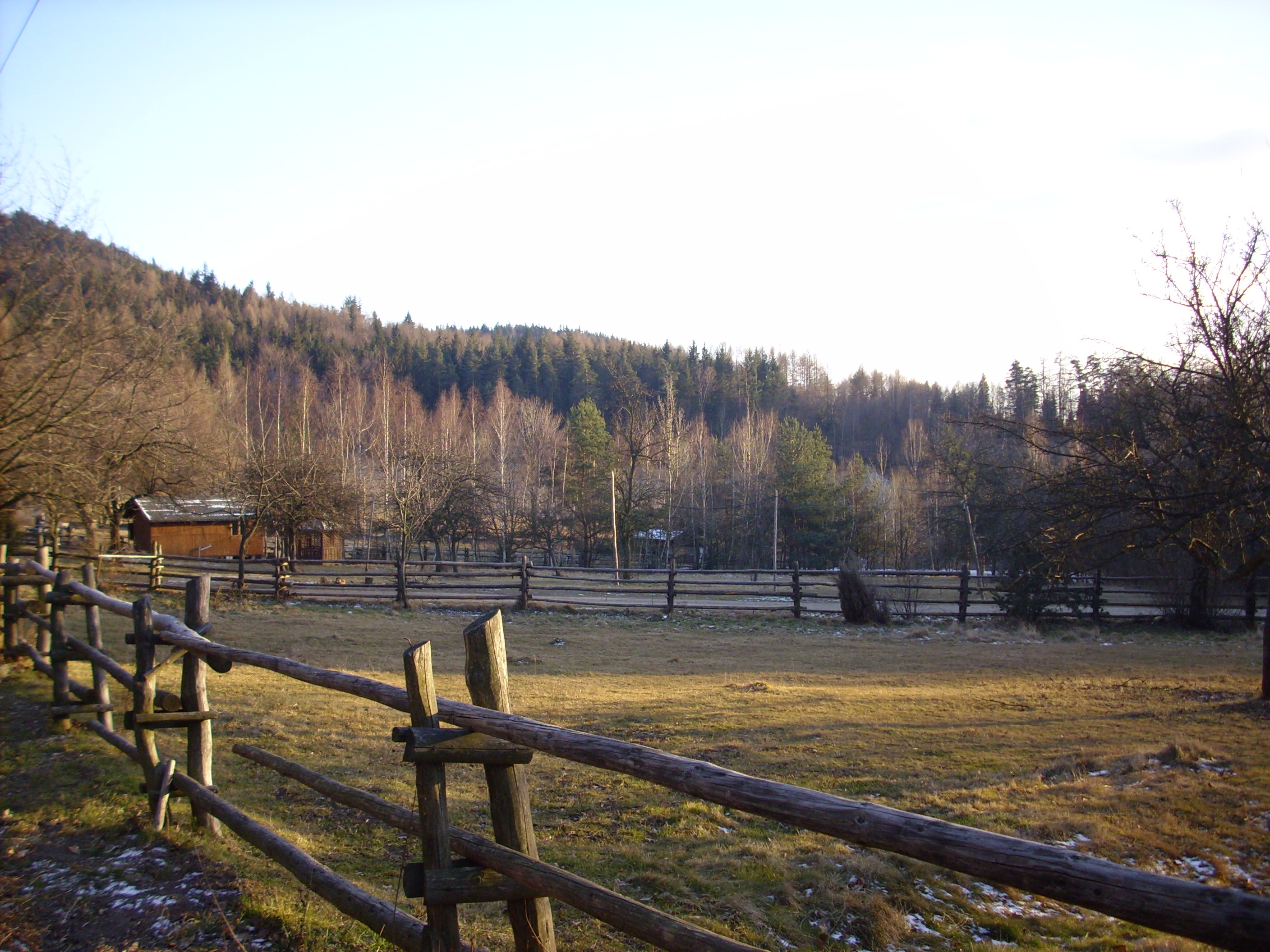
Miejsce biwakowania na przełęczy

Przez przełęcz przebiega granica obszarów o różnej budowie geologicznej – Ślęża zbudowana jest z gabra, a Radunia z serpentynitów.
Przechodzi przez nią szosa ze Świdnicy przez Tąpadła i Sulistrowiczki do Sobótki. Na przełęczy znajdują się duży parking, leśniczówka, ośrodek wczasowy i bufet.
Węzeł szlaków turystycznych, jaki stanowi przełęcz, jest popularnym celem weekendowych wycieczek mieszkańców Wrocławia i okolic oraz doskonałym miejscem na rozpoczynanie pieszych wycieczek na szczyty Ślęży i Raduni. Jest także popularny wśród rowerzystów ze względu na okoliczne szlaki rowerowe.

## Szlaki turystyczne
Strzelin — Pęcz — Piotrowice — Zielenice — Suchowice — Jordanów Śląski — Glinica — Winna Góra — Gozdnik — Przełęcz Sulistrowicka — Przełęcz Słupicka — Radunia — Przełęcz Tąpadła — Ślęża — Sobótka-Górka
Przełęcz Srebrna — Mikołajów — Brzeźnica — Grochowiec — Tarnów — Ząbkowice Śląskie — Zwrócona — Brodziszów — Skrzyżowanie pod Grzybowcem — Tatarski Okop — Gilów — Zamkowa Góra  — Słupice — Przełęcz Słupicka — Przełęcz Tąpadła — Biała — Strzelce
Świdnica — Przełęcz Tąpadła — Ślęża — Wieżyca — Sobótka